# Venezuela en la clasificación de Conmebol para la Copa Mundial de Fútbol de 2022
La selección de fútbol de Venezuela fue uno de los diez equipos nacionales que participaron en la clasificación de Conmebol para la Copa Mundial de Fútbol, en la que se definieron los representantes de Conmebol para la Copa Mundial de Fútbol de 2022 que se desarrolló en Catar.
La etapa preliminar —también denominada «eliminatorias»— originalmente comenzaría desde el 26 de marzo de 2020 hasta el 16 de noviembre de 2021, sin embargo, el 12 de marzo de 2020, la FIFA en colaboración con la Conmebol, anunció la postergación del inicio de las eliminatorias sudamericanas debido a la pandemia de covid-19. El 10 de julio de 2020 se anunció que se daría comienzo las eliminatorias sudamericanas en el mes de octubre de 2020. Así mismo, se analizará agregar una doble fecha en el mes de enero de 2022 con el fin de acabar las eliminatorias el 29 de marzo de 2022.

## Sistema de juego
El sistema de juego de las eliminatorias consistió por séptima ocasión consecutiva, en enfrentamientos de ida y vuelta todos contra todos, con un total 18 jornadas.
Luego de cinco ediciones con los partidos ya designados, la Conmebol sorteó el calendario de partidos, en la ciudad de Luque, Paraguay, el 17 de diciembre de 2019.
Los primeros cuatro puestos accedieron de manera directa a la Copa Mundial de Fútbol de 2022. La selección que logró el quinto puesto disputó una serie eliminatoria a dos partidos de ida y vuelta ante el equipo nacional de otra confederación.

## Previa y preparación
Tras el fracaso en las eliminatorias a la Copa Mundial de Fútbol de 2018 —en donde la selección venezolana ocupó el último lugar tras registrar el peor arranque en eliminatorias desde la clasificación a la Copa Mundial de 1998— y la eliminación en cuartos de final de la Copa América 2019 ante Argentina, Venezuela parecía encaminada a borrar la imagen que dejó en las eliminatorias pasadas. Sin embargo, a menos de 90 días para el inicio de las eliminatorias —antes de que las primeras dos fechas fuesen pospuestas por la pandemia de covid-19— Rafael Dudamel renunciaría a la selección el 2 de enero de 2020 por problemas con la dirigencia de la Federación Venezolana de Fútbol. Su reemplazo sería el entrenador portugués José Peseiro.
El cambio de entrenador coincidió con un momento en donde el principal patrocinador de la selección, la estatal Petróleos de Venezuela (PDVSA), presentó un profundo y franco deterioro —que ha generado impagos en el pasado con la selección—. Además, la comprobación de actos de corrupción en la federación, la intervención del Estado venezolano, la quejas de los jugadores por premios que no fueron cancelados, así como la disputa en el seno de la federación —que acabó con la renuncia de Rafael Dudamel y la muerte de su presidente Jesús Berardinelli—, hicieron que en septiembre de 2020 la FIFA interviniera instalando una «Junta Normalizadora» ante la imposibilidad de la Federación Venezolana de Fútbol.

## Proceso de clasificación
2020
Venezuela iniciaría las eliminatorias «debilitada» desde lo interno, y es que desde las eliminatorias pasadas, la selección ha sido víctima de la crisis económica en Venezuela, así como también de otros factores.
En la primera fecha enfrentó a Colombia en Barranquilla sin su máxima figura, el delantero Salomón Rondón —que no recibió permiso de su club el Dalian Pro de China para disputar la doble fecha—. Dos goles de Luis Muriel (26', 45+3') y otro de Duván Zapata (16') fueron suficientes para que el equipo «neogranadino» se impusiera ante una Venezuela que mostró fallas en todas sus líneas. Posteriormente a su llegada a territorio venezolano, la selección sufrió percances con la luz, aire acondicionado e internet en el lugar donde se hospedaban —al ser Mérida una ciudad que solo tiene luz por horas, los habitantes temían que esas horas se invirtieran en el partido—. Tras los problemas recibió a Paraguay en el estadio Metropolitano de Mérida, donde cayó derrotada 0:1. Gastón Giménez —cuando faltaban 5 minutos para el final— culminó una jugada colectiva para hacer el único tanto de un encuentro en el que Yangel Herrera falló un penalti y el árbitro le anuló un gol tras revisar el VAR.
En la tercera fecha enfrentó a Brasil en el estadio Morumbi de São Paulo, donde sumó otra derrota tras perder 0:1. A pesar de que el equipo corrigió algunos errores defensivos, siguió en la línea de eliminatorias pasadas —sin victorias y sin goles a favor en su cuenta—. Roberto Firmino anotó el único gol del partido al 67'. La próxima fecha recibiría a Chile en el estadio Olímpico de la Universidad Central de Venezuela de Caracas, donde acabó con la sequía de gol para vencer a la selección chilena. Un cabezazo de Luis Mago —tras un tiro libre servido por Darwin Machís— abrió el marcador para los locales a los 9 minutos. Arturo Vidal por Chile empataría el encuentro a los 15' tras aprovechar un rebote, pero Venezuela sentenció el compromiso cuando Rondón anotó al 81' tras un pase de Yeferson Soteldo. Con el resultado, «La Vinotinto» sumaría sus primeros tres puntos en la competición, saltando del último lugar al octavo puesto.
2021
Para la quinta fecha enfrentó a Bolivia en el estadio Hernando Siles de La Paz, donde los condicionantes de la altura se sumaron a la ausencia de futbolistas claves y de una preparación escasa para encarar el partido, derivaron en una derrota 1:3. Jhon Chancellor anotaría el único gol de Venezuela a los 16' para el 1:1 parcial. Seguidamente enfrentó a Uruguay nuevamente en Caracas para la sexta fecha, donde pudo sumar un punto tras empatar en un partido sin goles, donde Venezuela logró sacudir las redes con un gol de Josef Martínez, —quien retornó a la selección tras su alejamiento por desavenencias con el anterior técnico—, vio invalidado su gol a los 17 minutos después de una consulta con el videoarbitraje (VAR). Dicho partido fue el último en la conducción para el técnico portugués José Peseiro, ya que el 19 de agosto a través de una carta anunció su renuncia por un tema de impagos, donde la federación le adeudó un total de catorce meses de salario. Un día después el presidente de la federación Jorge Giménez aceptó su renuncia, terminando así su tiempo como entrenador de la selección.
Para la séptima jornada Leo González asumió el cargo de técnico interino, y la selección se midió ante su similar de Argentina como local, nuevamente en el estadio Olímpico de la UCV de Caracas, derivando en una derrota por 1:3, donde el único gol venezolano fue de Yeferson Soteldo, descontando del 0:3 parcial al 90+4' gracias a un penal efectuado a lo Panenka. Debido a este resultado adverso, Venezuela tocó el fondo de la tabla por primera vez en el proceso clasificatorio, con únicamente 4 puntos sumados en 7 partidos jugados hasta la fecha. El compromiso de la octava jornada contra la selección de Perú a disputarse originalmente en marzo de 2021, fue aplazado debido a la negativa de los clubes de las principales ligas europeas en ceder a sus jugadores. Con esto y por motivos de calendario, se decidió incorporar este partido a la doble fecha de septiembre de 2021, transformando esta en una triple fecha. El encuentro se disputó en el estadio Nacional de Lima, donde nuevamente «La Vinotinto» cayó con un resultado de 1:0 gracias a un error en salida de Mikel Villanueva. El partido de la novena jornada contra Paraguay se realizó en el Estadio Defensores del Chaco de la Asunción, en un partido muy flojo sufrió otra derrota esta vez por 2:1, el gol venezolano fue convertido con un cabezazo de Jhon Chancellor en el ocaso del partido al minuto 90 —quien se convirtió en el goleador de su equipo en el proceso clasificatorio con 2 goles anotados—, con esto el equipo venezolano culminó la triple fecha de septiembre de 2021 con un saldo de 3 derrotas al hilo.
El 7 de octubre recibirían a Brasil en Caracas, donde Venezuela se adelantó en el marcador al 11' tras un tanto del delantero Eric Ramírez. Sin embargo, la selección visitante le dio la vuelta al marcador en la segunda parte, gracias a los goles de Marquinhos —m. 71—, Gabriel Barbosa —m. 85— y Antony —m. 96—. En la siguiente fecha recibió a Ecuador como local, donde los visitantes se adelantaron en el marcador al 37' tras un penal cobrado por Enner Valencia. El empate para Venezuela llegó tras un disparo de Darwin Machís antes del descanso, mientras que el segundo tanto de Venezuela y el que le dio la victoria lo marcó Eduard Bello, en el 64' con un tiro libro que entró directo al arco. La segunda triple fecha culminó en Chile, donde cayó ante los locales 3:0. Erick Pulgar selló un doblete al 18' y 37' y el ariete anglochileno Ben Brereton marcó el último tanto al 73'.
La doble fecha de noviembre culminó en dos nuevas derrotas, primero perdió 1:0 de visitante ante Ecuador en Quito, y cayó como local 1:2 ante Perú, consiguiendo así la selección peruana cortar una racha de 24 años sin ganar en territorio venezolano. El partido también significó el fin del interinato del entrenador Leo González, quien en teoría llegó para hacerse cargo de tres partido, pero su estadía al mando de la delegación venezolana se extendió hasta ocho compromisos. Su reemplazo fue el técnico argentino José Néstor Pékerman, presentado el 30 de noviembre.
2022
Pekerman tendría un debut soñado al vencer 4:1 a Bolivia en Barinas, ayudado en gran parte con un triplete de Salomón Rondón. No obstante, la selección cayó en la jornada siguiente con el mismo resultado ante una Uruguay en Montevideo. Venezuela finalizaría la eliminatoria con derrotas ante Argentina y Colombia. Argentina pudo superar el triple bloque escalonado que José Pékerman dispuso en un esquema ultradefensivo, para terminar ganando 3:0 en Buenos Aires, y por su parte, Colombia, con un penal —cometido por Ronald Hernández, y que se tuvo que repetir tras un adelantamiento del guardameta Wuilker Faríñez—, venció 0:1 en Ciudad Guayana. La victoria de Colombia puso fin a una racha de 25 años sin ganar en Venezuela en eliminatorias. Igualmente, la selección firmó su peor eliminatoria mundialista en 24 años. «La Vinotinto» apenas sumó 10 puntos en la competición y finalizó en el último lugar de la tabla —en la clasificación al Mundial de 1998, Venezuela solo pudo acumular tres unidades—.

## Sedes
| Caracas            | Mérida                  | Barinas           | Ciudad Guayana    |
| ------------------ | ----------------------- | ----------------- | ----------------- |
| Olímpico de la UCV | Metropolitano de Mérida | Agustín Tovar     | CTE Cachamay      |
| Capacidad: 20 900  | Capacidad: 42 200       | Capacidad: 24 396 | Capacidad: 41 600 |
|                    |                         |                   |                   |

## Tabla de posiciones
| Pos. | Selección | Pts. | PJ | G  | E | P  | GF | GC | Dif. |
| ---- | --------- | ---- | -- | -- | - | -- | -- | -- | ---- |
| 1.   | Brasil    | 45   | 17 | 14 | 3 | 0  | 40 | 5  | 35   |
| 2.   | Argentina | 39   | 17 | 11 | 6 | 0  | 27 | 8  | 19   |
| 3.   | Uruguay   | 28   | 18 | 8  | 4 | 6  | 22 | 22 | 0    |
| 4.   | Ecuador   | 26   | 18 | 7  | 5 | 6  | 27 | 19 | 8    |
| 5.   | Perú      | 24   | 18 | 7  | 3 | 8  | 19 | 22 | −3   |
| 6.   | Colombia  | 23   | 18 | 5  | 8 | 5  | 20 | 19 | 1    |
| 7.   | Chile     | 19   | 18 | 5  | 4 | 9  | 19 | 26 | −7   |
| 8.   | Paraguay  | 16   | 18 | 3  | 7 | 8  | 12 | 26 | −14  |
| 9.   | Bolivia   | 15   | 18 | 4  | 3 | 11 | 23 | 42 | −19  |
| 10.  | Venezuela | 10   | 18 | 3  | 1 | 14 | 14 | 34 | −20  |

| L\V                  | Bandera de Argentina | Bandera de Bolivia | Bandera de Brasil | Bandera de Chile | Bandera de Colombia | Bandera de Ecuador | Bandera de Paraguay | Bandera de Perú | Bandera de Uruguay | Bandera de Venezuela |
| Bandera de Argentina |                      | 3:0                | 0:0               | 1:1              | 1:0                 | 1:0                | 1:1                 | 1:0             | 3:0                | 3:0                  |
| Bandera de Bolivia   | 1:2                  |                    | 0:4               | 2:3              | 1:1                 | 2:3                | 4:0                 | 1:0             | 3:0                | 3:1                  |
| Bandera de Brasil    | :                    | 5:0                |                   | 4:0              | 1:0                 | 2:0                | 4:0                 | 2:0             | 4:1                | 1:0                  |
| Bandera de Chile     | 1:2                  | 1:1                | 0:1               |                  | 2:2                 | 0:2                | 2:0                 | 2:0             | 0:2                | 3:0                  |
| Bandera de Colombia  | 2:2                  | 3:0                | 0:0               | 3:1              |                     | 0:0                | 0:0                 | 0:1             | 0:3                | 3:0                  |
| Bandera de Ecuador   | 1:1                  | 3:0                | 1:1               | 0:0              | 6:1                 |                    | 2:0                 | 1:2             | 4:2                | 1:0                  |
| Bandera de Paraguay  | 0:0                  | 2:2                | 0:2               | 0:1              | 1:1                 | 3:1                |                     | 2:2             | 0:1                | 2:1                  |
| Bandera de Perú      | 0:2                  | 3:0                | 2:4               | 2:0              | 0:3                 | 1:1                | 2:0                 |                 | 1:1                | 1:0                  |
| Bandera de Uruguay   | 0:1                  | 4:2                | 0:2               | 2:1              | 0:0                 | 1:0                | 0:0                 | 1:0             |                    | 4:1                  |
| Bandera de Venezuela | 1:3                  | 4:1                | 1:3               | 2:1              | 0:1                 | 2:1                | 0:1                 | 1:2             | 0:0                |                      |

### Evolución de posiciones
| País / Fecha | 1   | 2   | 3   | 4   | 5   | 6   | 7    | 8    | 9    | 10   | 11   | 12   | 13   | 14   | 15   | 16   | 17   | 18   |
| ------------ | --- | --- | --- | --- | --- | --- | ---- | ---- | ---- | ---- | ---- | ---- | ---- | ---- | ---- | ---- | ---- | ---- |
| Venezuela    | 9.º | 9.º | 9.º | 8.º | 9.º | 9.º | 10.º | 10.º | 10.º | 10.º | 10.º | 10.º | 10.º | 10.º | 10.º | 10.º | 10.º | 10.º |
| Resultado    | P   | P   | P   | G   | P   | E   | P    | P    | P    | P    | G    | P    | P    | P    | G    | P    | P    | P    |

### Puntos obtenidos contra cada selección durante las eliminatorias
| VS        | Bandera de Argentina | Bandera de Bolivia | Bandera de Brasil | Bandera de Chile | Bandera de Colombia | Bandera de Ecuador | Bandera de Paraguay | Bandera de Perú | Bandera de Uruguay | Total |
| --------- | -------------------- | ------------------ | ----------------- | ---------------- | ------------------- | ------------------ | ------------------- | --------------- | ------------------ | ----- |
| Local     | 0                    | 3                  | 0                 | 3                | 0                   | 3                  | 0                   | 0               | 1                  | 10/27 |
| Visitante | 0                    | 0                  | 0                 | 0                | 0                   | 0                  | 0                   | 0               | 0                  | 0/27  |
| Total     | 0/6                  | 3/6                | 0/6               | 3/6              | 0/6                 | 3/6                | 0/6                 | 0/6             | 1/6                | 10/54 |

## Partidos

### Primera vuelta
| 9 de octubre de 2020, 18:30 (UTC-5) | Colombia                       | 3:0 (3:0) | Venezuela | Metropolitano, Barranquilla                                                |                                                                            |
|                                     | Zapata 16' · Muriel 26', 45+3' | Reporte   |           | Asistencia: 0 espectadores Árbitro(s): Guillermo Guerrero VAR: Carlos Orbe | Asistencia: 0 espectadores Árbitro(s): Guillermo Guerrero VAR: Carlos Orbe |

| 13 de octubre de 2020, 18:00 (UTC-4) | Venezuela | 0:1 (0:0) | Paraguay    | Metropolitano, Mérida                                                  |                                                                        |
|                                      |           | Reporte   | Giménez 85' | Asistencia: 0 espectadores Árbitro(s): Andrés Rojas VAR: Nicolás Gallo | Asistencia: 0 espectadores Árbitro(s): Andrés Rojas VAR: Nicolás Gallo |

| 13 de noviembre de 2020, 21:30 (UTC-3) | Brasil      | 1:0 (0:0) | Venezuela | Morumbi, São Paulo                                                   |                                                                      |
|                                        | Firmino 67' | Reporte   |           | Asistencia: 0 espectadores Árbitro(s): Juan Benítez VAR: Eber Aquino | Asistencia: 0 espectadores Árbitro(s): Juan Benítez VAR: Eber Aquino |

| 17 de noviembre de 2020, 17:00 (UTC-4)                           | Venezuela            | 2:1 (1:1) | Chile     | Olímpico de la UCV, Caracas                                                 |                                                                             |
|                                                                  | Mago 9' · Rondón 81' |           | Vidal 15' | Asistencia: 0 espectadores Árbitro(s): Patricio Loustau VAR: Mauro Vigliano | Asistencia: 0 espectadores Árbitro(s): Patricio Loustau VAR: Mauro Vigliano |
| Primera victoria de Venezuela sobre Chile en condición de local. |                      |           |           |                                                                             |                                                                             |

| 3 de junio de 2021, 16:00 (UTC-4) | Bolivia                        | 3:1 (1:1) | Venezuela      | Hernando Siles, La Paz                                             |                                                                    |
|                                   | Martins 5', 83' · Bejarano 60' | Reporte   | Chancellor 26' | Asistencia: 0 espectadores Árbitro(s): Jhon Ospina VAR: Diego Haro | Asistencia: 0 espectadores Árbitro(s): Jhon Ospina VAR: Diego Haro |

| 8 de junio de 2021, 18:30 (UTC-4) | Venezuela | 0:0     | Uruguay | Olímpico de la UCV, Caracas                                                   |                                                                               |
|                                   |           | Reporte |         | Asistencia: 0 espectadores · Árbitro(s): Anderson Daronco · VAR: Rafael Traci | Asistencia: 0 espectadores · Árbitro(s): Anderson Daronco · VAR: Rafael Traci |

| 2 de septiembre de 2021, 20:00 (UTC-4) | Venezuela            | 1:3 (0:1) | Argentina                                         | Olímpico de la UCV, Caracas                     |                                                 |
|                                        | Soteldo 90+4' (pen.) | Reporte   | L. Martínez 45+2' · J. Correa 71' · Á. Correa 74' | Árbitro(s): Leodán González VAR: Cristián Garay | Árbitro(s): Leodán González VAR: Cristián Garay |

| 5 de septiembre de 2021, 20:00 (UTC-5) | Perú      | 1:0 (1:0) | Venezuela | Nacional, Lima                           |                                          |
|                                        | Cueva 35' | Reporte   |           | Árbitro(s): Luis Quiroz VAR: Carlos Orbe | Árbitro(s): Luis Quiroz VAR: Carlos Orbe |

| 10 de octubre de 2021, 16:30 (UTC-4) | Venezuela                | 2:1 (1:1) | Ecuador             | Olímpico de la UCV, Caracas                    |                                                |
|                                      | Machís 45+1' · Bello 64' | Reporte   | Valencia 37' (pen.) | Árbitro(s): Andrés Cunha VAR: Esteban Ostojich | Árbitro(s): Andrés Cunha VAR: Esteban Ostojich |

### Segunda vuelta
| 9 de septiembre de 2021, 18:30 (UTC-4) | Paraguay                            | 2:1 (1:0) | Venezuela      | Defensores del Chaco, Asunción            |                                           |
|                                        | H. Martínez 7' · Romero Gamarra 46' | Reporte   | Chancellor 90' | Árbitro(s): Roberto Tobar VAR: Piero Maza | Árbitro(s): Roberto Tobar VAR: Piero Maza |

| 7 de octubre de 2021, 19:30 (UTC-4) | Venezuela   | 1:3 (1:0) | Brasil                                                     | Olímpico de la UCV, Caracas               |                                           |
|                                     | Ramírez 11' | Reporte   | Marquinhos 71' · Gabriel Barbosa 85' (pen.) · Antony 90+6' | Árbitro(s): Kevin Ortega VAR: Eber Aquino | Árbitro(s): Kevin Ortega VAR: Eber Aquino |

| 14 de octubre de 2021, 21:00 (UTC-3) | Chile                          | 3:0 (2:0) | Venezuela | San Carlos de Apoquindo, Santiago             |                                               |
|                                      | Pulgar 18', 37' · Brereton 73' | Reporte   |           | Árbitro(s): Raphael Claus VAR: Rodolpho Toski | Árbitro(s): Raphael Claus VAR: Rodolpho Toski |

| 11 de noviembre de 2021, 16:00 (UTC-5) | Ecuador      | 1:0 (1:0) | Venezuela | Rodrigo Paz Delgado, Quito                        |                                                   |
|                                        | Hincapié 41' | Reporte   |           | Árbitro(s): Christian Ferreyra VAR: Nicolás Gallo | Árbitro(s): Christian Ferreyra VAR: Nicolás Gallo |

| 16 de noviembre de 2021, 17:00 (UTC-4) | Venezuela  | 1:2 (0:1) | Perú                     | Olímpico de la UCV, Caracas               |                                           |
|                                        | Machís 52' | Reporte   | Lapadula 18' · Cueva 65' | Árbitro(s): Bruno Arleu VAR: Rafael Traci | Árbitro(s): Bruno Arleu VAR: Rafael Traci |

| 28 de enero de 2022, 18:00 (UTC-4) | Venezuela                         | 4:1 (2:1) | Bolivia     | Agustín Tovar, Barinas                          |                                                 |
|                                    | Rondón 25', 35', 67' · Machís 55' | Reporte   | Miranda 38' | Árbitro(s): Guillermo Guerrero VAR: Carlos Orbe | Árbitro(s): Guillermo Guerrero VAR: Carlos Orbe |

| 1 de febrero de 2022, 20:00 (UTC-3) | Uruguay                                                             | 4:1 (3:0) | Venezuela       | Centenario, Montevideo                    |                                           |
|                                     | Bentancur 1' · De Arrascaeta 23' · Cavani 45+1' · Suárez 53' (pen.) | Reporte   | J. Martínez 65' | Árbitro(s): Bruno Arleu VAR: Rafael Traci | Árbitro(s): Bruno Arleu VAR: Rafael Traci |

| 25 de marzo de 2022, 20:30 (UTC-3) | Argentina                               | 3:0 (1:0) | Venezuela | La Bombonera, Buenos Aires                    |                                               |
|                                    | González 35' · Di María 79' · Messi 82' | Reporte   |           | Árbitro(s): Kevin Ortega VAR: Víctor Carrillo | Árbitro(s): Kevin Ortega VAR: Víctor Carrillo |

| 29 de marzo de 2022, 19:30 (UTC-4) | Venezuela | 0:1 (0:1) | Colombia               | CTE Cachamay, Ciudad Guayana                 |                                              |
|                                    |           | Reporte   | Rodríguez 45+4' (pen.) | Árbitro(s): Wilton Sampaio VAR: Rafael Traci | Árbitro(s): Wilton Sampaio VAR: Rafael Traci |

## Estadísticas

### Generales
| 10 | 18 | 3 | 1 | 14 | 14 | 34 | -20 |

| 10 | 9 | 3 | 1 | 5 | 11 | 13 | -2 |

| 0 | 9 | 0 | 0 | 9 | 3 | 21 | -18 |

### Por entrenador
| Nombre        | Pts. | PJ | PG | PE | PP | GF | GC | DG  |
| ------------- | ---- | -- | -- | -- | -- | -- | -- | --- |
| José Peseiro  | 4    | 6  | 1  | 1  | 4  | 3  | 9  | -6  |
| Leo González  | 3    | 8  | 1  | 0  | 7  | 6  | 16 | -10 |
| José Pékerman | 3    | 4  | 1  | 0  | 3  | 5  | 9  | -4  |

### Participación de jugadores
Estadísticas al 29 de marzo de 2022.
| Pos. | Nombre                | Club                    | Apa. | Min. | Anotado | Asistencia | Tarjetas amarillas | Tarjetas rojas |
| ---- | --------------------- | ----------------------- | ---- | ---- | ------- | ---------- | ------------------ | -------------- |
| DEF  | Wilker Ángel          | Göztepe                 | 5    | 450  | 0       | 0          | 2                  | 0              |
| DEL  | Fernando Aristeguieta | Puebla                  | 6    | 198  | 0       | 0          | 1                  | 0              |
| MED  | Eduard Bello          | Mazatlán                | 6    | 263  | 1       | 1          | 1                  | 0              |
| DEL  | Jhonder Cádiz         | Famalicão               | 2    | 22   | 0       | 0          | 0                  | 0              |
| DEF  | Daniel Carrillo       | KuPS                    | 1    | 135  | 0       | 0          | 0                  | 0              |
| MED  | Cristian Cásseres Jr. | New York Red Bulls      | 11   | 498  | 0       | 0          | 2                  | 0              |
| MED  | Edson Castillo        | Caracas                 | 2    | 32   | 0       | 0          | 0                  | 0              |
| MED  | Richard Celis         | Millonarios             | 2    | 36   | 0       | 0          | 0                  | 0              |
| MED  | Yerson Chacón         | Deportivo Táchira       | 1    | 10   | 0       | 0          | 0                  | 0              |
| DEF  | Jhon Chancellor       | Zagłębie Lubin          | 12   | 813  | 2       | 0          | 2                  | 0              |
| DEF  | Óscar Conde           | Academia Puerto Cabello | 1    | 1    | 0       | 0          | 0                  | 0              |
| DEL  | Sergio Córdova        | Real Salt Lake          | 3    | 171  | 0       | 0          | 0                  | 0              |
| DEF  | Rolf Feltscher        | Duisburgo               | 4    | 125  | 0       | 0          | 1                  | 0              |
| DEF  | Nahuel Ferraresi      | Estoril Praia           | 13   | 1170 | 0       | 0          | 1                  | 0              |
| DEF  | Alexander González    | Pyunik                  | 6    | 387  | 0       | 0          | 1                  | 0              |
| MED  | Luis González         | Junior de Barranquilla  | 3    | 100  | 0       | 0          | 0                  | 0              |
| DEF  | Óscar González        | Monagas                 | 10   | 900  | 0       | 1          | 4                  | 0              |
| DEF  | Ronald Hernández      | Atlanta United          | 11   | 801  | 0       | 2          | 4                  | 0              |
| MED  | Yangel Herrera        | Espanyol                | 5    | 437  | 0       | 1          | 3                  | 0              |
| DEL  | Jan Hurtado           | Red Bull Bragantino     | 5    | 162  | 0       | 0          | 1                  | 0              |
| MED  | Brayan Hurtado        | Antofagasta             | 3    | 93   | 0       | 0          | 0                  | 0              |
| MED  | Juanpi                | Al-Ain                  | 1    | 8    | 0       | 0          | 0                  | 0              |
| MED  | Darwin Machís         | Granada                 | 13   | 933  | 3       | 1          | 1                  | 0              |
| DEF  | Luis Mago             | Ñublense                | 3    | 168  | 1       | 0          | 1                  | 0              |
| DEF  | Christian Makoun      | Charlotte               | 2    | 180  | 0       | 0          | 0                  | 0              |
| MED  | Bernaldo Manzano      | Deportivo Lara          | 1    | 17   | 0       | 0          | 0                  | 0              |
| MED  | José Martínez         | Philadelphia Union      | 10   | 689  | 0       | 0          | 2                  | 0              |
| DEL  | Josef Martínez        | Atlanta United          | 7    | 332  | 1       | 0          | 0                  | 0              |
| DEF  | Luis Adrián Martínez  | Always Ready            | 4    | 277  | 0       | 0          | 1                  | 1              |
| DEF  | Josua Mejías          | Beitar Jerusalén        | 1    | 45   | 0       | 0          | 0                  | 0              |
| MED  | Júnior Moreno         | Cincinnati              | 11   | 630  | 0       | 0          | 2                  | 0              |
| MED  | Jhon Murillo          | Atlético de San Luis    | 7    | 278  | 0       | 0          | 1                  | 0              |
| DEF  | Miguel Navarro        | Chicago Fire            | 1    | 45   | 0       | 0          | 1                  | 0              |
| DEF  | Yordan Osorio         | Parma                   | 4    | 360  | 0       | 0          | 0                  | 0              |
| MED  | Rómulo Otero          | Cruz Azul               | 10   | 503  | 0       | 1          | 0                  | 0              |
| MED  | Adalberto Peñaranda   | Las Palmas              | 3    | 237  | 0       | 0          | 0                  | 0              |
| DEL  | Andrés Ponce          | Vejle                   | 1    | 23   | 0       | 0          | 0                  | 0              |
| DEL  | Eric Ramírez          | Sporting de Gijón       | 8    | 426  | 1       | 0          | 1                  | 0              |
| MED  | Tomás Rincón          | Sampdoria               | 15   | 1248 | 0       | 0          | 5                  | 1              |
| DEL  | Salomón Rondón        | Everton                 | 6    | 513  | 4       | 0          | 1                  | 0              |
| DEF  | Roberto Rosales       | AEK Larnaca             | 9    | 642  | 0       | 0          | 2                  | 0              |
| MED  | Jefferson Savarino    | Atlético Mineiro        | 12   | 519  | 0       | 0          | 0                  | 0              |
| MED  | Telasco Segovia       | Deportivo Lara          | 1    | 10   | 0       | 0          | 0                  | 0              |
| MED  | Yeferson Soteldo      | Tigres UANL             | 10   | 688  | 1       | 3          | 2                  | 0              |
| MED  | Jefre Vargas          | Metropolitanos          | 1    | 9    | 0       | 0          | 0                  | 0              |
| MED  | Freddy Vargas         | Dallas                  | 1    | 17   | 0       | 0          | 0                  | 0              |
| DEF  | José Manuel Velázquez | Arouca                  | 1    | 25   | 0       | 0          | 0                  | 0              |
| DEF  | Mikel Villanueva      | Santa Clara             | 4    | 280  | 0       | 0          | 1                  | 0              |

#### Participación de porteros
| Nombre          | Club            | Apa. | Min. | GC | Atj | Atr | Puñ | Tarjetas amarillas | Tarjetas rojas |
| --------------- | --------------- | ---- | ---- | -- | --- | --- | --- | ------------------ | -------------- |
| Wuilker Faríñez | Lens            | 14   | 1260 | 27 | 42  | 4   | 1   | 0                  | 0              |
| Joel Graterol   | América de Cali | 3    | 270  | 6  | 10  | 3   | 2   | 0                  | 0              |
| Rafael Romo     | OH Leuven       | 1    | 90   | 1  | 3   | 0   | 0   | 0                  | 0              |